# Evgenia Rodina
Evgenia Rodina, (Rússia) é uma ex-ginasta russa que competiu em provas de ginástica artística.
Evgenia ao lado de Oksana Fabritschnova, Elena Grosheva, Natalia Ivanova, Svetlana Khorkina, Dina Kochetkova, Elena Lebedeva conquistou a medalha de bronze na prova coletiva do Mundial de Dortmund, em 1994.